# Droit international pénal
Le droit international pénal est une branche du droit située à l'intersection du droit international public et du droit pénal, qui s'attache à la responsabilité pénale individuelle dans les crimes considérés comme internationaux.
Un crime international est un acte qui est universellement reconnu comme un acte criminel et qui revêt une importance internationale.

## Définition

### Ensemble international de règles de droit
Le droit international pénal est une matière relativement nouvelle. Ce caractère contemporain sous-tend des difficultés quant à l'exposition d'une définition générale et précise.
Le professeur Antonio Cassese en donne la définition suivante : le droit international pénal est l'« ensemble de règles internationales destinées à proscrire (et punir) les crimes internationaux et à imposer aux États l'obligation de poursuivre et de punir ces crimes (au moins certains d'entre eux) ». Le DPI établit des règles qui permettent à une justice pénale nationale de s'accomplir malgré la situation territoriale des États.
Avec le temps, le DPI s'est enrichi d'institutions dédiées, comme les tribunaux pénaux internationaux et la Cour pénale internationale.

### Ambiguïté sémantique
Il est nécessaire de distinguer, d'une part, le droit international pénal qui s'attache aux crimes internationaux et, d'autre part, le droit pénal international qui renvoie aux règles régissant la collaboration pénale sur le plan international. Toutefois, le droit anglo-saxon ne tient pas compte de cette distinction et consacre uniquement l'« international criminal law ».

## Histoire
On trouve dès les années 1880 des manuels de droit pénal international en France.
Le DPI émerge cependant au début du XXe siècle. L'après Seconde Guerre mondiale permet la création de nouvelles notions de DPI, comme le génocide, les crimes contre l'humanité, les crimes de guerre, etc. Les procès de Nuremberg font figure d'acte fondateur du DPI moderne.
L'Organisation des Nations unies œuvre pour une unification du DPI, ralentie par les antagonismes induits par la Guerre froide.
Les années 1990 donnent un coup d'accélérateur au DPI. D'abord, parce que la création de l'Union européenne permet l'approfondissement d'un droit pénal européen, avec la création par exemple du mandat d'arrêt européen. Ensuite, parce que les guerres de Yougoslavie débouchent sur la création du Tribunal pénal international pour l'ex-Yougoslavie, qui affirme le DPI sur la scène internationale. À la suite des violations graves du droit international humanitaire commises au Rwanda en 1994, le Tribunal pénal international pour le Rwanda (TPIR) a été créé par le Conseil de sécurité « pour juger les personnes présumées responsables d’actes de génocide ou d’autres violations graves du Droit international humanitaire commis sur le territoire du Rwanda et sur les territoires d’États voisins entre le 1er janvier 1994 et 31 décembre 1994 ».